# Torhaus am Weimarer Stadtschloss

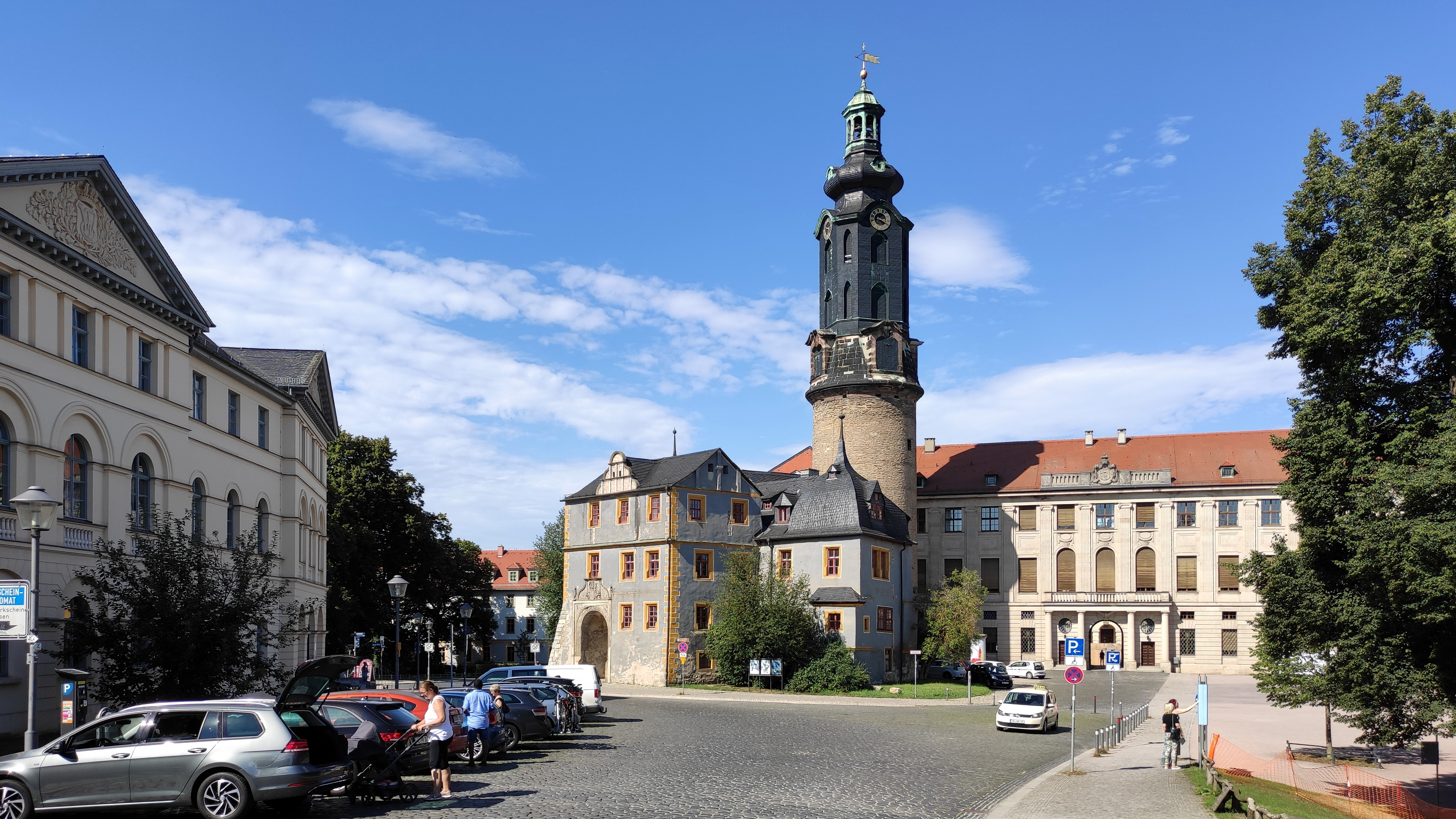
Weimarer Stadtschloss mit Ansicht des Torhauses

Das Torhaus am Weimarer Stadtschloss ist Teil der sog. Bastille, die als Relikt den Schlossbrand 1774 überstanden hat. Es ist zugleich Eingangstor in den Bereich der ehemaligen Burg und zugleich einstiges Gerichtsgebäude.

## Geschichte

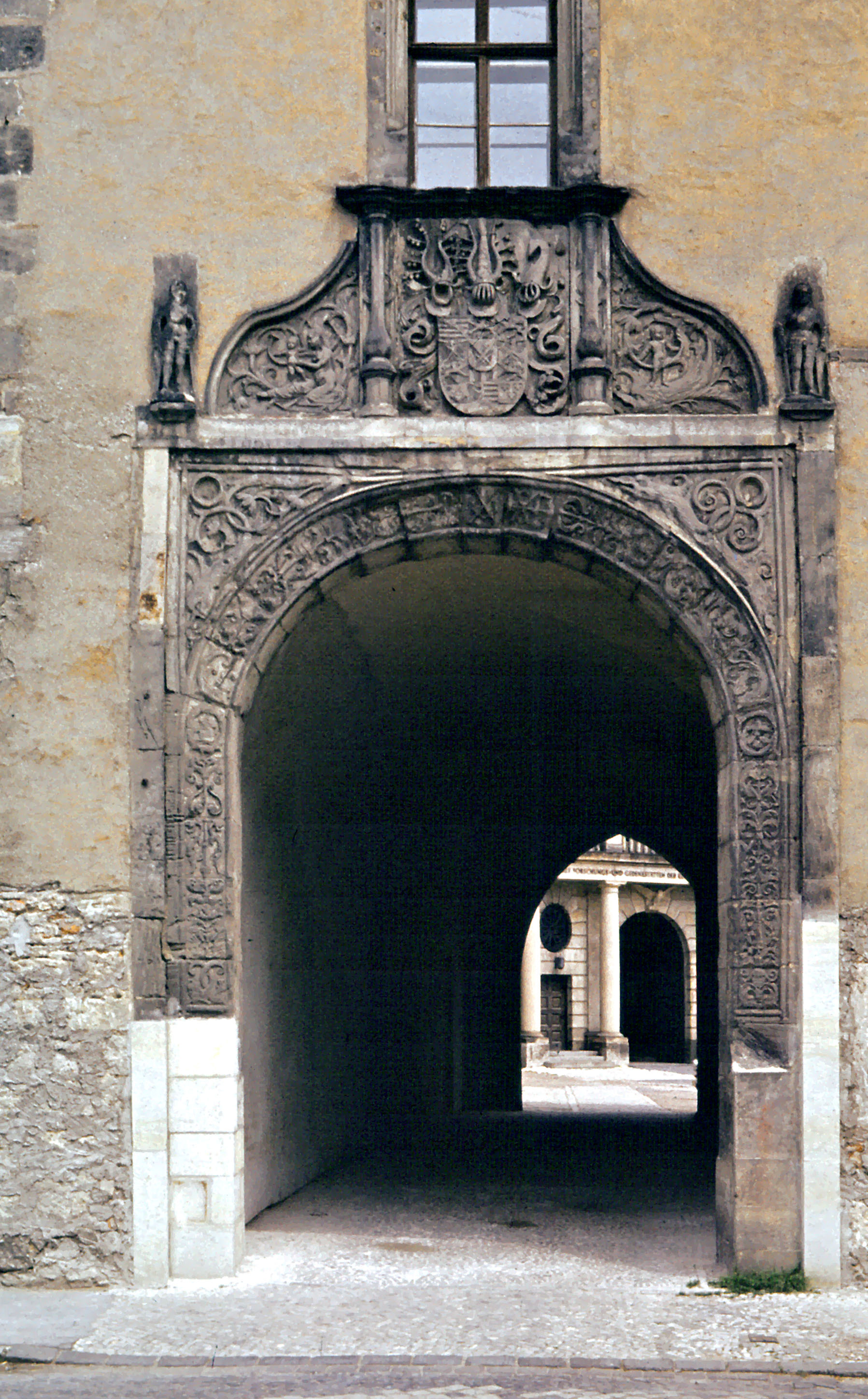
Eingangsportal des Torhauses zum Residenzschloss

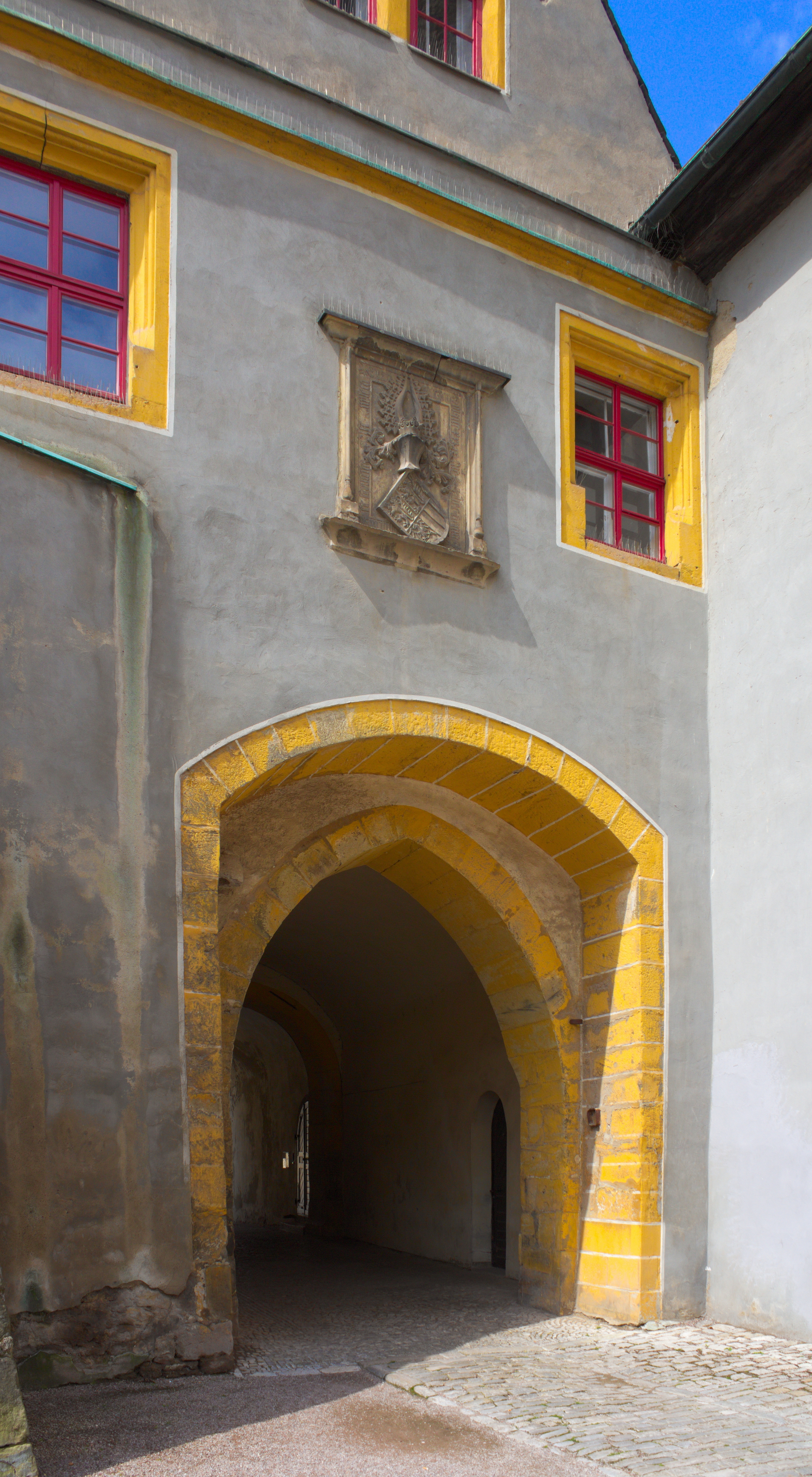
Innenseite des Torhauses

Das 1439 errichtete Gebäude, ein Überbleibsel der einstigen Burg Hornstein, war der südwestliche Eingang in das Burgareal. Auf der östlichen Seite befindet sich das älteste Wappenschild Weimars von 1439. Das viergeteilte Wappen steht für die Landgrafschaft Thüringen mit dem Wappentier Löwe, Markgrafschaft Meißen ebenfalls mit dem Löwen, Pfalzgrafschaft Thüringen mit dem Adler und die Grafschaft Landsberg mit dem Symbol Pfahl. Die Helmzier gehört zur Landgrafschaft Thüringen. Der Text um die Wappenzier heißt übersetzt: Seit des Herrn Geburt 1439 sind diese thüringische Wehr und der Bau des Thores vollendet worden.
Das Renaissancegebäude wurde im 16. Jahrhundert mehrfach umgebaut. Seine etwas abseits gelegene Lage ließ das Gebäude alle Brände überstehen. Dem Brand von 1618 fiel die alte Burg Hornstein zum Opfer. Größere Brandschäden erlitt das Torhaus im Unterschied zum sonstigen Schloss nicht. Dieser Zugang zur Burg zusammen mit dem Hausmannsturm und dem um 1750 entstandene Hofdamenhaus ist der einzige erhaltene Gebäudeteil, der den Schlossbrand von 1774 überstand. Er hat zwei Seitenflügel mit auffälligen schieferbedeckten Kuppeldächern. Auffällig ist eine unmittelbar am Torbogen befindliche Stützmauer und das Eingangsportal mit seiner Verzierung. Da die Stadtbefestigung auch den Burgbereich betraf, jedoch das Torhaus innerhalb der Ummauerung lag, gehörte sie nicht zur Stadtbefestigung. Es war jedoch von einem Graben umgeben und besaß eine Zugbrücke. Die gewachsene unregelmäßige Struktur lässt auf mehrere Bauphasen schließen.
Das Gebäude mit einem spätgotischen Kern besteht aus Bruch- und Lesesteinmauern aus Muschelkalk und Travertin. Türen- und Fenstergewände sind aus Berkaer und Tonndorfer Sandstein. Baumeister des 1545 errichteten stattlichen Portals war der sächsische Baumeister Nicol Gromann. Der Baumeister Conrad Krebs soll ebenfalls daran beteiligt gewesen sein, doch gibt es laut Matthias Donath hierfür keine sicheren Belege. Krebs war übrigens Gromanns Lehrmeister. Dass das Wappen kaum später entstanden sein kann, weil es auch die Kurschwerter enthält, beweist die Tatsache, dass die Ernestiner mit der Niederlage des Schmalkaldischen Bundes in der Schlacht bei Mühlberg 1547 auch ihrer Kurfürstenwürde verlustig gingen.
Größere Brandschäden erlitt es im Unterschied zum sonstigen Schloss nicht. Dieser Zugang zur Burg ist zugleich der einzige, der sich erhalten hat.
„Der schöne Renaissancebau weist heute noch Torbögen, einen Durchgang und Spuren einer Zugbrücke auf. Sehenswert ist vor allem die Außenfassade des Tores, die auf der Außenseite noch das Wappen der alten Kurfürsten von Sachsen trägt. Auf der Innenseite der Anlage befindet sich auch ein Wappen von Wilhelm III. (Sachsen), genannt Der Tapfere  und eine Stützmauer. Der über dem gotischen Bogen angebrachte Wappenstein stammt aus dem Jahr 1439. Direkt vor dem Bau befand sich ursprünglich der Wassergraben, der die Burg Hornstein und den Burghügel vollständig umgab.“ Die alten Kurfürsten, deren Wappen die Toranlage an der Südwestseite ziert, waren die Wettiner. Bauherr dieser Umbauarbeiten wiederum war Johann Friedrich I. (Sachsen), genannt Der Großmütige. Teil der sog. Bastille außer dem Torhaus und dem Gerichtsgebäude an der Südseite auch der Hausmannsturm war auch das benachbarte Hofdamenhaus, das allerdings erst um 1750 entstand.
Das Torhaus diente als Befestigungsanlage für die Burg bzw. das spätere Schloss und ebenso landesherrlichen Gerichtszwecken sowie als Gefängnis. Im Turm befand sich die Landschreiberstube. Im Keller des Torhauses gab es Arresträume. Deren berühmtester Insasse war 1717 Johann Sebastian Bach. Das Torhaus diente als landesherrlicher Gerichts- und Verwaltungssitz. Es war hier die Landrichterstube, in deren Arrestzelle Bach einsaß. Unmittelbar zwischen Torhaus und Turm befand sich laut Paul Lehfeldt auch ein Gerichtsgebäude. Dieser Bau ist noch erhalten.
Im Torhaus befindet sich eine Ausstellung zur Baugeschichte des Ensembles.

## Varia

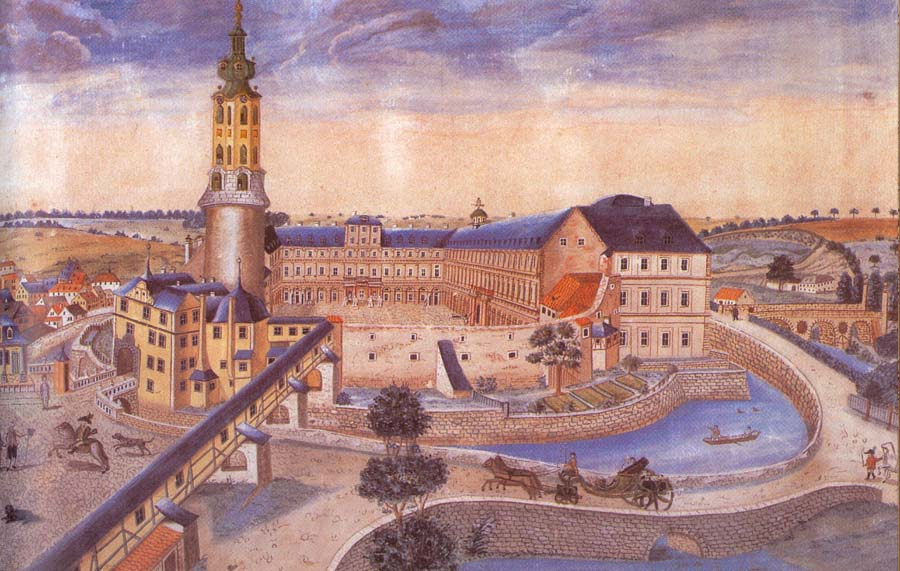
Wilhelmsburg 1730

- Das Torhaus wie auch der Turm sind auf einem Gemälde der sog. Wilhelmsburg von 1730 zu sehen, dessen Maler allerdings namentlich unbekannt ist.
- Das Torhaus wurde genutzt für eine Szene im 1959 unter der Regie von Martin Hellberg gedrehten Film Kabale und Liebe.